# Ernst August von der Schulenburg
Ernst August von der Schulenburg, seit 1713 Freiherr von der Schulenburg, (* 3. September 1692; † 20. August 1743)  war ein kurfürstlich braunschweig-lüneburgischer Brigadier und Chef des Infanterieregiments No. 11-B.

## Leben
Seine Eltern waren der Generalleutnant Alexander von der Schulenburg (1662–1733) und dessen Ehefrau Charlotte Anna Sophie von Melville (1670–1724).
Er trat jung in das kurbraunschweig-lüneburgische Militär ein und stieg dort bis 1726 bis zum Major auf. 1735 wurde er Oberst und 1738 Chef des Infanterie-Regiments No. 11-B. Er wurde 1743 noch Brigadier, bevor er wenige Tage nach seiner Frau Henriette von Belling starb. Die Ehe war kinderlos.
Er erbte von seinem Onkel mütterlicherseits, dem Generalmajor Georg Ernest von Melvill, das Rittergut Habighorst und die Lehnsanwartschaft auf das Gut Feuerschützenbostel. Der Generalmajor war 1742 ohne Erben gestorben und hatte daher in seinem Testament die Söhne seiner Schwester zu Erben bestimmt; zum Nachlass gehörte auch das Gut Altendorf in Osten (Oste), das der jüngste Bruder Georg Ernst erhielt. Nach dem Tod von Ernst August erbte dessen Bruder Friedrich Wilhelm (1699–1764) Habighorst.